# Station Sint-Lambrechts-Herk
Station Sint-Lambrechts-Herk is een voormalige spoorweghalte langs spoorlijn 21 (Landen-Hasselt) in Sint-Lambrechts-Herk, een deelgemeente van de stad Hasselt. De stopplaats was gelegen langs de Paenhuisstraat.
In 1899 werd de stopplaats Sint-Lambrechts-Herk geopend. Het beheer gebeurde vanuit het station Alken. Nadat de stopplaats in 1923 was afgeschaft, werd ze in 1937 heropend en in 1957 werd ze definitief gesloten.
0,0: Landen ·
2,2: Attenhoven ·
5,4: Velm ·
7,9: Halmaal ·
10,7: Sint-Truiden ·
13,1: Bornedries ·
15,5: Senselberg ·
17,3: Kortenbos ·
20,6: Hendrikstraat ·
22,3: Alken ·
23,9: Sint-Lambrechts-Herk ·
28,6: Hasselt